# Edgar Faure
Edgar Faure (Béziers, 18 agosto 1908 – Parigi, 30 marzo 1988) è stato uno scrittore, politico e giurista francese.

## Biografia
Avvocato, scrittore e grande erudito, fece parte tra il 1945 ed il 1946 della delegazione di giuristi francesi al processo di Norimberga. Fu poi deputato all'Assemblée Nationale dal 1946 al 1958, senatore dal 1959 al 1966, deputato dal 1966 al 1980 e senatore dal 1980 fino alla morte nel 1988. Durante la Quarta Repubblica è stato per due volte Presidente del Consiglio della Francia: la prima dal 20 gennaio all'8 marzo 1952 e la seconda dal 23 febbraio 1955 al 1º febbraio 1956.
Nel corso della Quarta Repubblica è a più riprese segretario di Stato e poi ministro (Bilancio, Economia e Affari economici, Esteri). Favorevole all'avvento della Quinta Repubblica, dopo il 1958 è più volte ministro dell'Agricoltura, dell'Educazione Nazionale e degli Affari Sociali (con il rango di ministro di Stato).
Dal 1973 al 1978 è presidente dell'Assemblée Nationale. Sostenuto da capo del partito neo-gollista Jacques Chirac, nel 1978 presenta la sua candidatura per essere rieletto alla presidenza dell'Assemblée, ma è battuto da Jacques Chaban-Delmas. Nello stesso anno è eletto all'Académie française. Pochi mesi prima della morte, è nominato dal presidente della Repubblica François Mitterrand alla presidenza di una commissione per l'organizzazione dei festeggiamenti per il Bicentenario della Rivoluzione francese.
Nel corso della sua lunga carriera politica, ha rivestito numerosi mandati locali, fra cui quello di presidente del consiglio generale del Giura dal 1949 al 1967 e di Presidente della Regione Franca Contea dal 1974 al 1988.
Proveniente dal Partito Repubblicano, Radicale e Radical-Socialista (partito da cui uscirà nel 1956 dopo una breve esperienza a capo di una formazione di sinistra moderata), Faure resterà fino al 1977 un "senza partito", continuando comunque a far parte del gruppo parlamentare Sinistra Democratica. Nel 1977 tenta di conquistare la presidenza del Partito Radicale, ma è battuto da Jean-Jacques Servan-Schreiber. Si presenta alle elezioni legislative del 1978 come indipendente apparentato al Raggruppamento per la Repubblica (RPR), il partito neo-gollista. In rotta con quest'ultimo, nel 1979 è candidato alle elezioni europee con l'Unione per la Democrazia Francese, la lista liberale e centrista guidata da Simone Veil.
È impossibile assegnare un'etichetta politica precisa a Edgard Faure. In auge sia durante la Quarta che durante la Quinta Repubblica, si è sempre trovato dalla parte dello schieramento vincente. A chi lo accusava di opportunismo, rispondeva: "È il vento che spira dalla mia parte".